# Micubiši Kinsei
Micubiši Kinsei (japonsky: 金星, Venuše) byl 14válcový, vzduchem chlazený, dvouhvězdicový letecký motor používaný v japonských letadlech během druhé světové války. Výkon motoru se pohyboval v rozmezí 750 kW až 1300 kW (1000 hp - 1700 hp).
Motor byl použit např. v těchto typech letounů: Micubiši A6M „Zero“ (jen prototypy), Aiči D3A „Val“, Kawaniši H6K.